# Noureddine Karoui
 (février 2025).
Motif : CAA non atteint, sources introuvables ou presque
- Archive Wikiwix
- Bing
- Cairn
- DuckDuckGo
- E. Universalis
- Gallica
- Google
- G. Books
- G. News
- G. Scholar
- Persée
- Qwant
- (zh) Baidu
- (ru) Yandex
- (wd) trouver des œuvres sur Wikidata

| 1. | Préciser le motif de la pose du bandeau. | Précisez le motif de la pose du bandeau en utilisant la syntaxe suivante : {{admissibilité à vérifier\|date=mars 2025\|motif=remplacez ce texte par le motif}}                         |
| 2. | Informer les utilisateurs concernés.     | Pensez à avertir le créateur de l'article, par exemple, en insérant le code ci-dessous sur sa page de discussion : {{subst:avertissement admissibilité à vérifier\|Noureddine Karoui}} |

Pas d'image ? Cliquez ici

a Compétitions nationales et continentales officielles uniquement.

b Matchs officiels uniquement.
Noureddine Karoui, né le 20 mars 1956 au Bardo près de Tunis, est un joueur de rugby à XV tunisien. Avec le Club africain, il évolue au poste de trois-quarts centre, également en équipe nationale, puis comme responsable au sein de son club entre 1984 et 1986, avant qu'il ne soit dissout en 1988.

## Club
- 1973-1986 : Club africain

## Palmarès
- Vainqueur du championnat de Tunisie de rugby à XV en 1975, 1981, 1982, 1983, 1984 et 1985
- Vainqueur de la coupe de Tunisie de rugby à XV en 1977, 1981, 1985 et 1986